# Almazara de Canjáyar
La Almazara de Canjáyar es la marca de Olivarera Santa Cruz, una empresa alimentaria de la provincia de Almería, España, dedicada a la producción y comercialización de aceite de oliva, virgen y “Gourmet”, y de aceituna, con sede en Canjáyar.

## Historia
En marzo de 1996 se inician las primeras gestiones que llevan hasta enero de 1997, cuando comienza la producción. Desde ese año hasta  2007 se ha pasado de molturar 115.000 kg de aceituna a 5.000.000, y de procesar la producción de 147 agricultores a la de 7.100.
La Almazara posee la certificación de calidad ISO 9001/2000 desde el 12 de febrero de 2004 y el distintivo de Calidad Certificada y Producción integrada (finca Cortijo Alto). Posee la Medalla de Oro a la primera cata de aceites de oliva virgen en el año 2002.
La zona productora de la oliva se encuentra en el Valle del Andarax, en la Alpujarra Almeriense, a las puertas del parque natural de Sierra Nevada. Las variedades de aceituna son la lechín, la picual, manzanilla, hojiblanca y arbequina.